# هوشمند عقیلی
هوشمند عقیلی‌ (زادهٔ ۳ مرداد ۱۳۱۶) خواننده و آهنگساز موسیقی سنتی و کلاسیک ایرانی است که در سال ۱۳۳۴، فعالیت خود را آغاز کرد. وی هم‌اکنون مقیم لس‌آنجلس است.

## آغاز زندگی
هوشمند عقیلی‌مهر در سوم مرداد ۱۳۱۶ در اصفهان متولد شد. وی در دبیرستان ادب در رشتهٔ ریاضی تحصیل کرد و سپس در رشتهٔ ادبیات انگلیسی فارغ‌التحصیل شد و پس از آن، به تهران کوچ کرد. نام خانوادگی‌ پدر وی، ابتدا «علی‌قلی» بود که پس از آمدن به اصفهان، طبق خواستهٔ مرکز آمار به «عقیلی‌مهر» تغییر داده شد. علاقهٔ عقیلی به هنر خوانندگی، از دبیرستان آغاز شد و در آن‌جا، به اجرای ترانه‌های دلکش، ویگن، بنان و امین‌الله رشیدی می‌پرداخت. وی با تشویق پدرش، در دوره‌های آکادمیک موسیقی اساتیدی همچون تاج اصفهانی شرکت کرد و دستگاه‌‌های همایون و سه‌گاه را نزد وی فرا گرفت و پس از شرکت در کلاس‌های محمود کریمی و اسماعیل مهرتاش، برنامه‌های گوناگونی را در رادیو اصفهان اجرا کرد.

## فعالیت حرفه‌ای
هوشمند عقیلی در سال ۱۳۳۴ فعالیت خوانندگی را آغاز کرد. اولین آهنگ اجراشدهٔ وی «ساقی‌نامه» بود که با آهنگسازی اسماعیل مهرتاش منتشر شد. درخشش‌های او باعث شد که او را به مراسم گشایش تلویزیون ایران دعوت کنند تا در کنار آهنگسازانی چون مرتضی حنانه و حسین قوامی اجرای زنده داشته باشد. او از سال ۱۳۴۹، به‌عنوان کارشناس وزارت تعاون در پیش از انقلاب به کار مشغول بود. عقیلی یک سال پیش از وقوع انقلاب (۱۳۵۶) به آمریکا مهاجرت نمود و پس از آن نیز به خوانندگی ادامه داد.

## آلبوم‌ها

### الهه ناز
| نام ترانه       | ترانه‌سرا      | آهنگساز       | تنظیم‌کننده |
| --------------- | ------------- | ------------- | ---------- |
| ترانهٔ من        | دکتر نیرسینا  | عباس شاپوری   |            |
| دیلمان و کاروان | سعدی          | جواد معروفی   |            |
| چه شورها        | عارف قزوینی   | عارف قزوینی   |            |
| ای بهار آرزو    | بیژن ترقی     | روح‌الله خالقی |            |
| الههٔ ناز        | کریم فکور     | اکبر محسنی    |            |
| خزان عشق        | رهی معیری     | جواد بدیع‌زاده |            |
| او نیامد        | ایرج تیمورتاش | اکبر محسنی    |            |

### آمدم
| نام ترانه      | خواننده میهمان | ترانه‌سرا         | آهنگساز         | تنظیم‌کننده |
| -------------- | -------------- | ---------------- | --------------- | ---------- |
| اولین دیدار    | اولین دیدار    | فضل‌الله توکل     | فضل‌الله توکل    |            |
| شیفته بلا      | شیفته بلا      | طاهره قرةالعین   | محمدرضا لطفی    |            |
| بانی عشق       |                |                  |                 |            |
| بهار اومد      | بهار اومد      | بابک رادمنش      | بابک رادمنش     |            |
| خاکستر پیری    | دلکش           | اسماعیل نواب صفا | مجید وفادار     |            |
| بردی از یادم   | دلکش           | پرویز خطیبی      | مصطفی گرگین‌زاده |            |
| به کنارم بنشین | هایده          | رهی معیری        | مهدی خالدی      |            |
| آمدم           | هایده          | نظام فاطمی       | مجید وفادار     |            |

### فردا تو می‌آیی
| نام ترانه     | ترانه‌سرا       | آهنگساز          | تنظیم‌کننده  |
| ------------- | -------------- | ---------------- | ----------- |
| فردا تو می‌آیی | جهانبخش پازوکی | جهانبخش پازوکی   | ناصر چشم‌آذر |
| دریا (شن داغ) | جهانبخش پازوکی | جهانبخش پازوکی   | ناصر چشم‌آذر |
| نوبت توست     | جهانبخش پازوکی | جهانبخش پازوکی   | ناصر چشم‌آذر |
| دیوانه‌ترم کن  | جهانبخش پازوکی | جهانبخش پازوکی   |             |
| آواز شوشتری   |                | هوشمند عقیلی     | ناصر چشم‌آذر |
| قرص آفتاب     |                | هوشمند عقیلی     |             |
| خوب و بد      | امان منطقی     | انوشیروان روحانی |             |
| شباهنگ        | تورج نگهبان    | همایون خرم       |             |
| ای خالق عالم  |                | احمد مظاهر       |             |
| بیا           | سیمین بهبهانی  | احمد مظاهر       |             |
| دنیای خواب    |                |                  |             |

### عشق شرقی (۱۹۸۰/۱۳۵۹)
| نام ترانه             | ترانه‌سرا         | آهنگساز        | تنظیم‌کننده  |
| --------------------- | ---------------- | -------------- | ----------- |
| گول دنیا رو نخور      | بیژن سمندر       | ناصر چشم‌آذر    | ناصر چشم‌آذر |
| گل آغوش               | ابوالقاسم اعلامی | عماد رام       | ناصر چشم‌آذر |
| سایه                  | جهانبخش پازوکی   | جهانبخش پازوکی | ناصر چشم‌آذر |
| بلوط                  | بیژن سمندر       | ناصر چشم‌آذر    | ناصر چشم‌آذر |
| چراغ خونه (اجرای دوم) | سعید طبیبی       | جهانبخش پازوکی | ناصر چشم‌آذر |
| عشق شرقی              | بیژن سمندر       | ناصر چشم‌آذر    | ناصر چشم‌آذر |
| یاد (اجرای دوم)       | ایرج رزمجو       | تورج شعبانخانی | ناصر چشم‌آذر |
| مناجات                | جهانبخش پازوکی   | جهانبخش پازوکی | ناصر چشم‌آذر |

### اگر... (۱۹۸۳/۱۳۶۲)
| نام ترانه      | ترانه‌سرا        | آهنگساز        | تنظیم‌کننده    |
| -------------- | --------------- | -------------- | ------------- |
| تنهایی         | ایرج رزمجو      | منوچهر چشم‌آذر  | منوچهر چشم‌آذر |
| ساقی‌نامه       | حافظ            | اسماعیل مهرتاش | منوچهر چشم‌آذر |
| خوشا           | منوچهری دامغانی | اسماعیل مهرتاش | منوچهر چشم‌آذر |
| گلایه          | ایرج رزمجو      | منوچهر چشم‌آذر  | منوچهر چشم‌آذر |
| اگر            | بهادر یگانه     | همایون خرم     | مجتبی میرزاده |
| آرامش          | ایرج رزمجو      | جهانبخش پازوکی |               |
| عشق من ترکم کن | تورج نگهبان     | همایون خرم     | ناصر چشم‌آذر   |
| گلنار          | کریم فکور       | مجید وفادار    |               |

### یکی را دوست می‌دارم (مشترک بامهستیوهایده) (۱۹۸۳/۱۳۶۲)
| نام ترانه          | خواننده      | ترانه‌سرا       | آهنگساز       | تنظیم‌کننده     |
| ------------------ | ------------ | -------------- | ------------- | -------------- |
| يكی را دوست می‌دارم | هایده        | مسعود امینی    | معین          | کاظم رزازان    |
| بیا بنویسیم        | مهستی        | اردلان سرفراز  | محمد حیدری    | منوچهر چشم‌آذر  |
| شیفته بلا          | هوشمند عقیلی | طاهره قرةالعین | حسن شماعی‌زاده | نوید نحوی      |
| مهر تو             | هوشمند عقیلی | طاهره قرةالعین | حسن شماعی‌زاده | نوید نحوی      |
| همیشه عاشق         | مهستی        | شهین حنانه     | صادق نوجوکی   | ناصر چشم‌آذر    |
| ای پری کجایی       | هوشمند عقیلی | هوشنگ ابتهاج   | همایون خرم    | فریدون حیدرنیا |

### رنگ راحت (۱۹۸۴/۱۳۶۳)
| نام ترانه     | ترانه‌سرا       | آهنگساز       | تنظیم‌کننده  |
| ------------- | -------------- | ------------- | ----------- |
| سحر دمید بیا  | سیمین بهبهانی  | هوشمند عقیلی  | لقمان ادهمی |
| رنگ راحت      |                | لقمان ادهمی   | لقمان ادهمی |
| تپیدن دل‌ها    | محمد فرخی یزدی | ابوالحسن صبا  | لقمان ادهمی |
| پرکن پیاله را | فریدون مشیری   | نغمه ماهور    | لقمان ادهمی |
| مرغ سحر       | محمدتقی بهار   | مرتضی نی‌داوود | لقمان ادهمی |
| خمارآلوده     | باباطاهر       | گوشه طوسی     | لقمان ادهمی |
| دیدنیست       |                | رضا بهزادی    | لقمان ادهمی |
| صوفی‌نامه      | حافظ           | نغمه ماهور    | لقمان ادهمی |

### بهترین (مشترک باهایدهوستار) (۱۹۸۴/۱۳۶۳)
| نام ترانه   | خواننده      | ترانه‌سرا      | آهنگساز      | تنظیم‌کننده |
| ----------- | ------------ | ------------- | ------------ | ---------- |
| نامه        | هایده        | هدیه          | سعید دیهیمی  | احمد پژمان |
| تاب بنفشه   | هوشمند عقیلی | حافظ          | هوشمند عقیلی | نوید نحوی  |
| سراب قلبم   | هایده        | هدیه          | فرید زلاند   | آندرانیک   |
| سفرنامه     | ستار         | اردلان سرفراز | فرید زلاند   | آندرانیک   |
| الحمدالله   | هوشمند عقیلی | حافظ          | هوشمند عقیلی | ایرج طاهری |
| خدایا تا کی | ستار         | بهادر یگانه   | همایون خرم   | فرید فرجاد |

### باده‌فروش - لیلا (مشترک بامهستی،هایدهوصادق نوجوکی) (۱۹۸۶/۱۳۶۵)
| نام ترانه   | خواننده      | ترانه‌سرا | آهنگساز     | تنظیم‌کننده  |
| ----------- | ------------ | -------- | ----------- | ----------- |
| باده‌فروش    | هایده        | هدیه     | صادق نوجوکی | صادق نوجوکی |
| آی بی‌نوا دل | مهستی        | هدیه     | صادق نوجوکی | صادق نوجوکی |
| سنگ خارا    | هوشمند عقیلی | هدیه     | صادق نوجوکی | صادق نوجوکی |
| لیلا        | صادق نوجوکی  | هدیه     | صادق نوجوکی | صادق نوجوکی |
| ای خدا      | هایده        | هدیه     | صادق نوجوکی | صادق نوجوکی |
| بی‌قرار      | صادق نوجوکی  | هدیه     | صادق نوجوکی | صادق نوجوکی |

### فال (۱۹۸۸/۱۳۶۷)
| نام ترانه        | ترانه‌سرا        | آهنگساز         | تنظیم‌کننده     |
| ---------------- | --------------- | --------------- | -------------- |
| فال              | وحشی بافقی      | هوشمند عقیلی    | آرمن آهارونیان |
| پرواز دوباره     | جهانبخش پازوکی  | جهانبخش پازوکی  | لقمان ادهمی    |
| جان جهان         | نواب صفا        | امین‌الله رشیدی  | بهروز پناهی    |
| کشور غم          | معینی کرمانشاهی | مارسل استپانیان | آرمن آهارونیان |
| رمیده            | وحشی بافقی      | بابک افشار      | بابک افشار     |
| نفرین (بازخوانی) | پرویز وکیلی     | پرویز مقصدی     | آرمن آهارونیان |

### چه‌خبر از ایران (۱۹۹۰/۱۳۶۹)
| نام ترانه      | ترانه‌سرا          | آهنگساز        | تنظیم‌کننده    |
| -------------- | ----------------- | -------------- | ------------- |
| چه‌خبر از ایران | جهانبخش پازوکی    | جهانبخش پازوکی | کاظم عالمی    |
| گل من          | جهانبخش پازوکی    | جهانبخش پازوکی | منوچهر چشم‌آذر |
| عادت           | جهانبخش پازوکی    | جهانبخش پازوکی | کاظم عالمی    |
| پرواز          | همایون هوشیارنژاد | هوشمند عقیلی   | لقمان ادهمی   |
| نورسیده        | هما میرافشار      | محمد حیدری     | محمد حیدری    |
| غروب کوهستان   | جهانبخش پازوکی    | جهانبخش پازوکی | ایرج طاهری    |

### یار (۱۹۹۲/۱۳۷۱)
| نام ترانه    | ترانه‌سرا        | آهنگساز       | تنظیم‌کننده |
| ------------ | --------------- | ------------- | ---------- |
| دیدنیست      |                 | رضا بهزادی    | رضا بهزادی |
| سوار         | سیمین بهبهانی   | رضا بهزادی    | رضا بهزادی |
| زمستان       | مهدی اخوان ثالث | هوشمند عقیلی  | رضا بهزادی |
| یه یاری دارم | غلامرضا روحانی  | جواد بدیع‌زاده | رضا بهزادی |
| آیه ناز      | پروین باوفا     | رضا بهزادی    | رضا بهزادی |
| خودستا       | تورج نگهبان     | همایون خرم    | رضا بهزادی |

### پرستوهای مسافر (۱۹۹۴/۱۳۷۳)
| نام ترانه      | ترانه‌سرا      | آهنگساز          | تنظیم‌کننده    |
| -------------- | ------------- | ---------------- | ------------- |
| سراب           | مهین عمید     | انوشیروان روحانی | رضا بهزادی    |
| تنگ شراب       | هما میرافشار  | محلی             | منوچهر رستگار |
| نامه           | ایرج رزمجو    | احمد پژمان       | احمد پژمان    |
| بود آیا        | حافظ          | کامل علی‌پور      | کامل علی‌پور   |
| پرستوهای مسافر | هما میرافشار  | کامل علی‌پور      | کامل علی‌پور   |
| در کنج دلم     | پژمان بختیاری | منوچهر همایون‌پور | کامل علی‌پور   |

### دخترک فال‌بین (۱۹۹۸/۱۳۷۷)
| نام ترانه         | ترانه‌سرا         | آهنگساز        | تنظیم‌کننده     |
| ----------------- | ---------------- | -------------- | -------------- |
| دخترک فال‌بین      | کریم فکور        | اکبر محسنی     |                |
| عشق من            | اسماعیل نواب صفا | حبیب‌الله بدیعی |                |
| آرزوی صلح         |                  |                |                |
| درو به روم باز کن | جهانبخش پازوکی   | جهانبخش پازوکی | آرمن آهارونیان |
| اولین دیدار       | فضل‌الله توکل     | فضل‌الله توکل   |                |
| همش جنگه          | علی تجویدی       | علی تجویدی     |                |

### ای پری کجایی (کنسرت) (۲۰۰۱/۱۳۸۰)
| نام ترانه    | ترانه‌سرا         | آهنگساز         | تنظیم      |
| ------------ | ---------------- | --------------- | ---------- |
| ای پری کجایی | هوشنگ ابتهاج     | همایون خرم      | عبدی یمینی |
| جان جهان     | اسماعیل نواب صفا | امین‌الله رشیدی  | عبدی یمینی |
| کشور غم      | معینی کرمانشاهی  | مارسل استپانیان | عبدی یمینی |
| یاد          | ایرج رزمجو       | تورج شعبانخانی  | عبدی یمینی |
| گل آغوش      | ابوالقاسم اعلامی | عماد رام        | عبدی یمینی |
| شد خزان      | رهی معیری        | جواد بدیع‌زاده   | عبدی یمینی |
| خسته         | جهانبخش پازوکی   | جهانبخش پازوکی  | عبدی یمینی |
| رنگارنگ      |                  | روح‌الله خالقی   | عبدی یمینی |

### جمال جانان (۲۰۰۷/۱۳۸۶)

تصویر آخرین آلبوم هوشمند عقیلی (۲۰۰۷)

| نام ترانه           | ترانه‌سرا        | آهنگساز        | تنظیم‌کننده     |
| ------------------- | --------------- | -------------- | -------------- |
| زهره چنگی           | تورج نگهبان     | امین‌الله رشیدی | امیر بدخش      |
| ای خدا              | جهانبخش پازوکی  | جهانبخش پازوکی | بیژن پورگل     |
| Around the World    | Harold Adams    | Victor Young   | آرمن آهارونیان |
| رقیب (بازخوانی)     | ناصر رستگارنژاد | عطاالله خرم    | جهانگیر        |
| وطن                 | ایرج فتحی       | ایرج فتحی      | امیر بدخش      |
| چشمای گریون         | تورج نگهبان     | منصور حسن‌خانی  | فرداد          |
| When I Fall in Love | Edvard Heyman   | Victor Young   | آرمن آهارونیان |
| جمال جانان          | حافظ            | هوشمند عقیلی   | سیروس علی‌آبادی |